# Federico Ernesto Mariscal Piña
Federico Ernesto Mariscal Piña (Santiago de Querétaro, 7 de noviembre de 1881 - Ciudad de México, 22 de agosto de 1971) fue un arquitecto, catedrático y escritor mexicano, hermano del arquitecto Nicolás Mariscal Piña. Es considerado uno de los arquitectos mexicanos más importantes de su época.

## Primeros años y carrera académica
Nació el 7 de noviembre de 1881 en la ciudad de Querétaro. Fue el más pequeño de siete hijos del matrimonio de Alonso Mariscal Fagoaga y Juana Piña Saviñón. Federico se decidió por la arquitectura y cursó una brillante carrera en la Escuela Nacional de Bellas Artes de la Academia de San Carlos. Obtiene el título de arquitecto el 24 de diciembre de 1903.
Una de las actividades que realizó con mayor gusto fue impartir su cátedra en la Facultad de Arquitectura de la Universidad Nacional Autónoma de México, donde fue profesor de 1909 a 1969, años que demostraron su contribución a la profesión del arquitecto, su personal interés para la enseñanza del acervo cultural del país y su amor y respeto por el pasado. En sus más de 60 años de continua docencia fue maestro de la mayoría de los arquitectos egresados de la UNAM, y de casi todos los arquitectos destacados en México; le decían "Arquitecto de arquitectos".

## Carrera y contribuciones profesionales

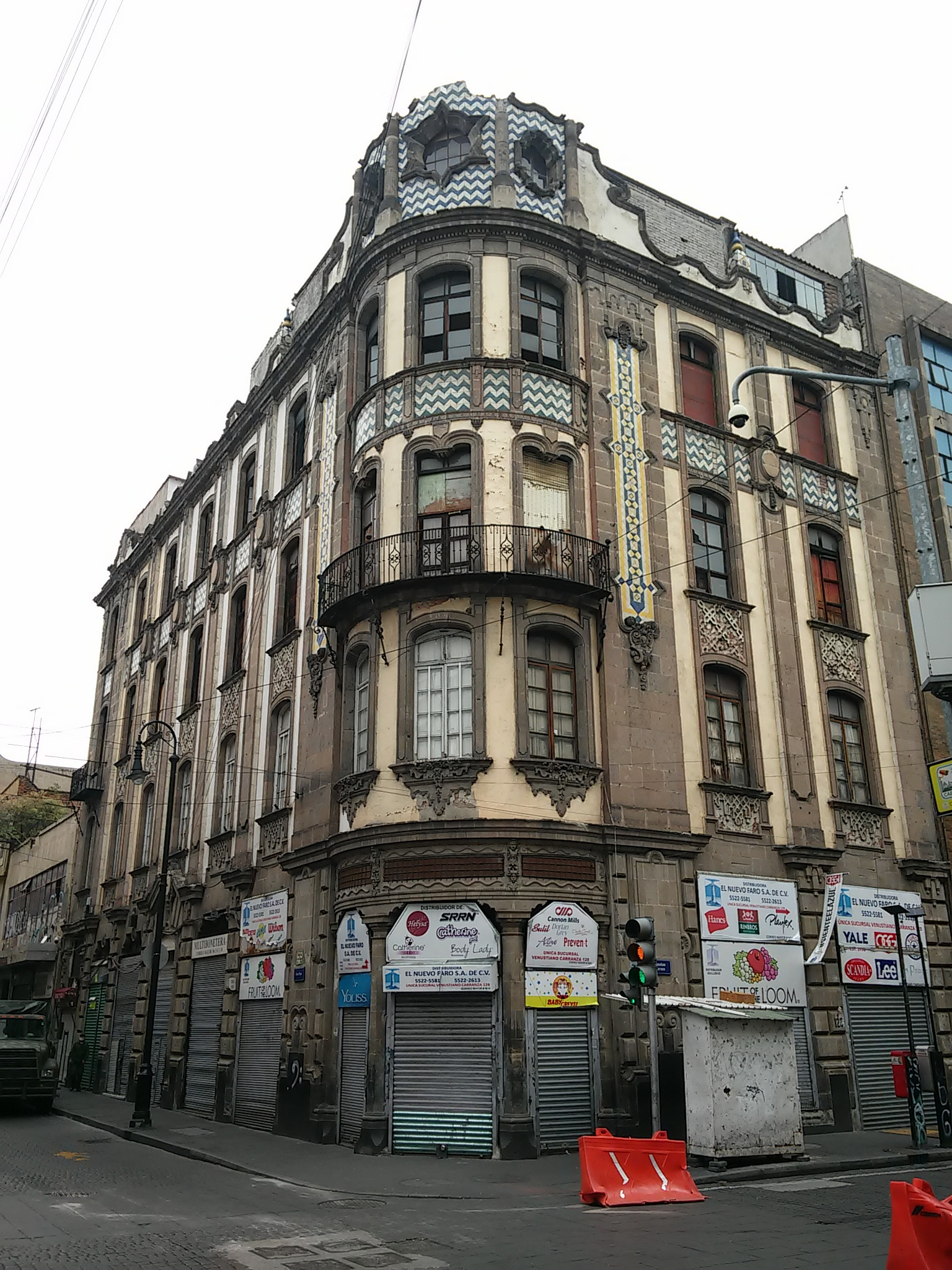
Edificio Sotres y Dosal

Su currículum lista más de 130 obras proyectadas y construidas: teatros, edificios públicos, iglesias y casas habitación. Federico Mariscal demuestra en 1910 su potencial compositivo, en un monumento efímero y poco recordado: el Cenotafio a los Héroes de la Independencia en el patio central del Palacio Nacional, concebido después de los festejos del centenario de la independencia el 6 de octubre de 1910.
En los años de 1906 a 1908, se encarga de su primer proyecto de envergadura, con la Inspección General de Policía en el barrio de San Juan de la Ciudad de México, convertida en la sexta delegación de la policía, donde el arquitecto Mariscal hace gala de su conocimiento de los estilos inglés y gótico-normado. 
En mayo de 1917 proyecta y construye junto con el arquitecto Ignacio Capetillo y Servín, el Teatro de la Ciudad Esperanza Iris, (hoy Teatro de la Ciudad de México). Un año después se inaugura con la asistencia del presidente Venustiano Carranza. La edificación fue en realidad la adaptación del antiguo Teatro Xicoténcatl que realizaron los mismos arquitectos en 1912, el cual fue inaugurado con la ópera Aída. 
En 1928 escribió un novedoso libro sobre la arquitectura prehispánica, a raíz de un viaje que hiciera en 1926 en la zona maya, con el objeto de levantar planos de los distintos centros ceremoniales. En los años 1932 a 1934, planea la ampliación, restauración y conservación del edificio funcionalista en la esquina de Guatemala y Argentina (donde años después, se excavó el sitio arqueológico del Templo Mayor), lamentablemente desaparecido.
En 1933 recibe el doctorado en Bellas Artes de la Universidad Nacional Autónoma de México, siendo el primero en obtener ese título. En dos ocasiones, fue director de la escuela nacional, ahora Facultad de arquitectura: así como presidente de la junta de gobierno de la UNAM.  
Por petición del entonces presidente Pascual Ortiz Rubio, en 1934 termina el Palacio de Bellas Artes. Para ello, modificó detalles del proyecto original del arquitecto Adamo Boari, especialmente en la decoración interior. De 1942 a 1948 construyó en colaboración con el arquitecto Fernando Beltrán y Puga, el  Palacio de Gobierno del Distrito Federal situado al sureste de la Plaza de la Constitución, entre avenida 20 de noviembre y avenida Pino Suárez . El gran reto de esta obra fue construir un edificio nuevo, funcional, de aspecto colonial, que complementara visualmente al Antiguo Palacio del Ayuntamiento y que guardase armonía con los demás edificios de la Plaza de la Constitución.
En 1950 recibe otro doctorado: el honoris causa de la Universidad de La Habana, Cuba. En 1951 y volviendo a la práctica profesional, asociado con sus hijos, Enrique y Alonso, habiendo depurado su expresión formal, proyecta el registro público de la propiedad y el catastro, en donde se deja sentir la influencia lecorbusiana con un edificio levantado sobre grandes apoyos de concreto que dejan una planta libre en la explanada baja. Se inscribe dentro del llamado estilo internacional.

## Obras destacadas
- Teatro de la Ciudad Esperanza Iris (1917) con Ignacio Capetillo y Servín.[2]
- Edificio de Gobierno del Distrito Federal (1941-1948) con Fernando Beltrán y Puga[3]
- Edificio de la VI Inspección de Policía (1906)[3] en Victoria esquina con Revillagigedo
- Interior del  Palacio de Bellas Artes (1932-1934)[3]
- Edificio Sotres y Dosal (1917) en Correo Mayor esquina con Venustiano Carranza
- Edificio de la Reo Durkin Motors (1927) (Destruido)[3]
- Concatedral de Chilapa (1945)[3]
- Edificio del Banco Agrícola e Hipotecario de México (1904) en República de Uruguay 45 con Nicolás Mariscal[3] y Miguel Rebolledo
- Talleres Tostado (1922 y 1923)[3]  en Mina esquina con Guerrero
- Edificio en la calle Venustiano Carranza 119 (1947)[4]
- Edificio del Registro Público de la Propiedad (1950) en la calle de Villalongín 15[3]

## Producción técnica
Entre sus textos se encuentran más de doscientas obras, entre artículos de arquitectura, libros, ensayos, conferencias y biografías con temas como Apuntaciones Botánicas (1897), Apuntaciones de Geografía (1898), La Patria y la Arquitectura Nacional (1915), Arquitectura Moderna (1928) y El crecimiento de la Ciudad y su Desarrollo a través de los años (1930), por mencionar algunos.

## Actividad gremial en México y el extranjero
Fundador y presidente del Colegio de Arquitectos en México, y presidente de la Sociedad Mexicana de Arquitectos; miembro de la Sociedad Mexicana de Geografía y Estadística y de la Academia Mexicana de la Historia. Asimismo perteneció a varias de las principales sociedades de arquitectos de países como Estados Unidos de América, Inglaterra, Argentina y España. Fue comendador de la Real Orden de la Corona en Italia y académico correspondiente de la Academia Nacional de Artes y Letras de Cuba. En 1984, la División de Estudios de Posgrado de la Facultad de Arquitectura de la UNAM, estableció la Cátedra Extraordinaria Federico E. Mariscal.
Federico Mariscal murió a los 90 años de edad en su casa en la Ciudad de México el 22 de agosto de 1971.